# Sera Key
Sera Key, eigentlich Juvenal Maria de Fátima Inácio († 1979 in Uato-Lari, Osttimor (unsicher)), war ein osttimoresischer Freiheitskämpfer und Linksaktivist.

## Werdegang
Sere Key stammt aus der heutigen Gemeinde Viqueque. Er gehörte zum Zentralkomitee der linksorientierten Unabhängigkeitsbewegung FRETILIN (CCF).
Nach dem Bürgerkrieg, bei dem sich die FRETILIN gegen die UDT durchsetzen konnte, hatte sich die portugiesische Kolonialadministration zurückgezogen. Nachdem sich die FRETILIN Ende August 1975 gegen die UDT durchgesetzt hatte und der portugiesische Gouverneur sich weigerte nach Dili zurückzukehren, baute die FRETILIN eigene Strukturen auf. José Gonçalves übernahm ab dem 11. Oktober die Leitung der Kommission für Wirtschaftsmanagement und -aufsicht, zusammen mit Sera Key und Domingos da Costa Ribeiro.
Da das Nachbarland Indonesien begann, in die Grenzgebiete einzudringen, rief die FRETILIN am 28. November 1975 in der Hauptstadt Dili die Unabhängigkeit aus, in der Hoffnung, dadurch internationale Unterstützung zu erhalten. Sera Key, der sich am Tag der Zeremonie im Kampf gegen die Indonesier im Grenzgebiet befand, wurde am 30. November zum Finanzminister der osttimoresischen Regierung ernannt. Doch bereits am 7. Dezember begann Indonesien mit der offenen Invasion. Indonesische Truppen landeten in Dili und besetzten nach und nach das Land. 1976 fand die offizielle Eingliederung Osttimors in Indonesien statt, die aber international nie anerkannt wurde. Sera Key wurde im Abwehrkampf gegen die Indonesier Politkommissar des Widerstandssektors Ponta Leste, der zunächst aus Lautém bestand. Mitte 1977 wurde auf einer Konferenz des CCF Ponta Leste um den Osten der Gemeinden Baucau und Viqueque erweitert. Die westliche Grenze des Zuständigkeitsgebietes von Sera Key war nun die Straße zwischen den Orten Baucau und Viqueque, die unter der Kontrolle der Indonesier stand.
Noch 1976 geriet Sera Key in Streit mit dem FRETILIN-Kämpfer Francisco Ruas Hornay, der in Lautém eine kleine Kampftruppe führte. Schließlich kam es zum bewaffneten Konflikt. Hornay und mehrere seiner Männer wurden Ende 1976 von Sera Key und seinen Untergebenen gefangen genommen, gefoltert und schließlich ermordet. Sery Key betonte auch später, dass revolutionäre Gewalt notwendig sei und begann 1977 mit der Suche nach vermeintlichen Konterrevolutionären in der FRETILIN. Xanana Gusmão, der ihm untergeordnete FRETILIN-Chef von Ponta Leste, widersprach ihm offen und erklärte, Mitglieder des CCF dürften nicht in Folterungen verwickelt sein. Sera Key lenkte daraufhin etwas ein und ermöglichte Gusmão eigene Ermittlungen und die Freilassung von Gefangenen.
Im Februar 1979 stand die FRETILIN kurz vor der Vernichtung. Von den ehemals 52 Mitgliedern des CCF lebten nur noch Sera Key, Xanana Gusmão, Txai und Mau'huno, stellvertretender Sekretär des Regionalkommandos Ost. Im April ging Sera Key mit seiner Frau zusammen in den Zentralsektor, um dort verbliebene Widerstandsgruppen ausfindig zu machen. Nur kurz darauf wurden beide von den Indonesiern gefangen genommen. Nach Angaben indonesischer Soldaten wurde Sera Key mit einem Helikopter nach Dili gebracht und dort ins Meer geworfen. Taur Matan Ruak, der zusammen mit Sera Key gefangen genommen wurde, dem aber die Flucht gelang, berichtete später der Empfangs-, Wahrheits- und Versöhnungskommission von Osttimor (CAVR), laut seinen eigenen Nachforschungen sei Sera Key von den Indonesiern in Uatu-Lari ermordet worden.

## Belege
- „Part 3: The History of the Conflict“, (PDF; 1,4 MB) aus dem „Chega!“-Report der CAVR (englisch)
- „Part 5: The History of the Conflict“ (PDF; 564 kB) aus dem „Chega!“-Report der CAVR (englisch)
- „Chapter 7.2: Unlawful Killings and Enforced Disappearances“ (PDF; 2,5 MB) aus dem „Chega!“-Report der CAVR (englisch)
- „Chapter 7.4: Arbitrary detention, torture and ill-treatment“ (PDF; 2 MB) aus dem „Chega!“-Report der CAVR (englisch)
- Ben Kiernan: Genocide and Resistance in Southeast Asia: Documentation, Denial, and Justice in Cambodia and East Timor, 2011